# Marta Lach
Marta Lach (født 26. maj 1997) er en polsk cykelrytter, som i øjeblikket kører for SD Worx-Protime.
Hun repræsenterede Polen ved sommer-OL 2020 i Tokyo, hvor hun sluttede som nummer 18 i kvindernes linjeløb.